# پرزبان نوک‌عاجی
پرزبان نوک‌عاجی (نام علمی: Pteroglossus azara) نام یک گونه از سرده پرزبان است.